# Echthrus abdominalis
Echthrus abdominalis là một loài tò vò trong họ Ichneumonidae.